# Guerre limitée
Une guerre limitée est un conflit armé dans lequel les belligérants s’abstiennent de mobiliser l’intégralité de leurs ressources disponibles, qu’elles soient démographiques, industrielles, agraires, militaires, naturelles, technologiques ou autres. Cette restriction peut procéder d’une volonté de réserver ces moyens à d’autres desseins, ou résulter de la difficulté pratique à exploiter la totalité des capacités d’un territoire plutôt qu’une fraction de celles-ci. Ce concept s’oppose diamétralement à celui de guerre totale, où les États engagent sans réserve l’ensemble de leurs forces vives et de leurs richesses.

## Exemples

### Indiens d'Amérique
De nombreuses sociétés amérindiennes entretenaient des pratiques martiales ritualisées, caractérisées par une limitation des violences et des destructions. À l’époque des premiers contacts avec les Européens, les peuples de l’Est recouraient fréquemment à des conflits où l’anéantissement total de l’adversaire n’était pas recherché. Ils préféraient capturer un nombre substantiel d’ennemis afin de les intégrer, par adoption, à leur propre communauté, compensant ainsi les pertes démographiques. Cette coutume s’inscrivait dans le cadre des guerres de deuil, dont l’objectif principal était la restauration des effectifs tribaux. Les Aztèques, quant à eux, pratiquaient les guerres fleuries (xōchiyāōyōtl), un mode de confrontation codifié visant à maintenir la sujétion symbolique des cités vassales tout en procurant des captifs destinés aux sacrifices rituels. Ces prisonniers, bien que voués à une mort cérémonielle, étaient préalablement assimilés de manière symbolique au groupe vainqueur. Ces affrontements, strictement réglementés, épargnaient les non-combattants et les biens matériels

### Guerre de Crimée
Dans le contexte de la guerre de Crimée, le Premier ministre britannique Lord Palmerston opta pour une guerre circonscrite contre l’Empire russe, estimant qu’un conflit d’envergure totale eût exigé une réforme profonde et coûteuse de l’appareil militaire.

### Guerre de Corée
Au commencement de la guerre de Corée, le président des États-Unis, Harry S. Truman, et le général Douglas MacArthur, nourrissaient une profonde divergence de vues. Truman prônait une politique d’endiguement, visant à circonscrire l’avancée nord-coréenne au nord du 38e parallèle. MacArthur, en revanche, exigeait une destruction totale et une déroute complète de l’adversaire (stratégie dite de refoulement). Cette dissension s’exacerba au point de précipiter la destitution du général et le terme de sa carrière militaire, après qu’il eut ouvertement contrarié et sapé la politique de guerre limitée défendue par Truman :
Le Kremlin [Union soviétique] tente, et ce depuis longtemps, de nous diviser et de nous isoler des autres nations. Il veut nous voir isolés. Il veut que nous suscitions la méfiance. Il veut que nos alliés nous craignent et nous détestent. Nos alliés partagent notre position. Ils ne croient pas que nous devrions prendre l'initiative d'élargir le conflit en Extrême-Orient. Si les États-Unis devaient élargir le conflit, nous risquons de devoir agir seuls… Si nous agissons seuls en Asie, nous risquons de détruire l'unité des nations libres face à l'agression. Nos alliés européens sont plus proches de la Russie que nous. Ils courent un danger bien plus grand… Agir seul a conduit le monde au désastre de la Seconde Guerre mondiale… Je ne propose pas de priver ce pays de ses alliés face au danger soviétique. La voie de la sécurité collective est notre seule défense sûre contre les dangers qui nous menacent. 

### Guerre du Vietnam
Le concept de guerre limitée fut également mobilisé par les États-Unis durant le conflit vietnamien, sous les mandats des présidents John F. Kennedy et Lyndon B. Johnson. Cette approche s’inscrivait dans une stratégie plus vaste visant à endiguer l’expansion du communisme en Asie du Sud-Est, tout en évitant une escalade directe avec l’Union soviétique. Richard Barnet, ancien membre du département d’État ayant quitté ses fonctions en 1963 en raison de son désaccord avec la politique graduellement interventionniste de Kennedy au Vietnam, exprima ses réserves en 1968. Il souligna que, si le président avait explicitement écarté une intervention militaire massive comme option délibérée, il avait néanmoins instauré un engrenage bureaucratique rendant cette issue quasi inéluctable.

### Guerre d'usure
La guerre d’usure, qui opposa Israël à l’Égypte de 1967 à 1970, se caractérisa essentiellement par des duels d’artillerie, des engagements aériens et des incursions limitées.

### Guerre des Malouines
Régulièrement érigée en « paradigme de conflit circonscrit – tant dans sa durée, son étendue géographique, ses visées que dans l’emploi de ses ressources – », la guerre des Malouines se déroula sur une décade semaines avant de s’achever, occasionnant un bilan humain légèrement supérieur à un millier de morts parmi les belligérants.

### Bombardements de l'OTAN sur la Yougoslavie
Le bombardement de la Yougoslavie par l'OTAN, durant la guerre du Kosovo, constitua une intervention circonscrite, au cours de laquelle l'alliance recourut principalement à une vaste campagne aérienne afin d'anéantir, depuis les hautes altitudes, les infrastructures militaires yougoslaves.

### Seconde guerre sino-indienne
La seconde guerre sino-indienne se déroula en 1967, opposant la Chine et l’Inde dans la région du Sikkim, le long de la ligne de contrôle effective. Cet épisode conflictuel est également désigné sous les appellations d’« incidents de Nathu La et de Cho La » ou de « conflits frontaliers de 1967 ».